# Maik Makowka
Maik Makowka (* 6. Juli 1979 in Rendsburg) ist ein ehemaliger deutscher Handballspieler, der in der Bundesliga aktiv war.

## Karriere
Makowka begann mit fünf Jahren das Handballspielen beim Büdelsdorfer TSV. 1997 wechselte er zur SG Flensburg-Handewitt, wo er anfänglich in der A-Jugend und der zweiten Mannschaft spielte. Erst ab dem Jahre 2000 gehörte der Linkshänder zum Kader der Flensburger Bundesligamannschaft, mit der er 2001 den Europapokal der Pokalsieger gewann.
Am 13. März 2001 bestritt er sein bisher einziges Länderspiel für Deutschland. Er erzielte drei Treffer gegen Norwegen. Da die SG Flensburg-Handewitt 2002 ein Überangebot am Linkshänder hatte, wurde er ein Jahr an den spanischen Erstligisten BM Altea ausgeliehen. Nach seiner Rückkehr wechselte er zum Bundesligisten SG Wallau/Massenheim.
2005 wechselte er von Wallau/Massenheim zum italienischen Verein SC Meran. 2006 kehrte er nach Deutschland zum Bundesligisten HSG Düsseldorf zurück, mit dem er 2007 in die 2. Liga abstieg.
Im Sommer 2008 kehrte er nach Flensburg zurück und lief zwei Spielzeiten für den Regionalligisten DHK Flensborg auf. Anschließend unterschrieb er einen Vertrag beim damaligen dänischen Zweitligisten Sønderjysk Elitesport. Im Sommer 2011 stieg Makowka mit SønderjyskE in die höchste dänische Spielklasse auf. Im Sommer 2012 verließ er SønderjyskE. Anschließend lief Makowka für den Zweitligaaufsteiger SV Henstedt-Ulzburg auf. Nachdem Henstedt-Ulzburg ein Jahr später wieder abgestiegen war, beendete er seine Karriere und ist seitdem als Lehrer tätig. In der Saison 2014/15 war er als Co-Trainer einer Jugendmannschaft bei der SG Oeversee-Jarplund-Weding tätig.